# Nuovo Galles del Sud

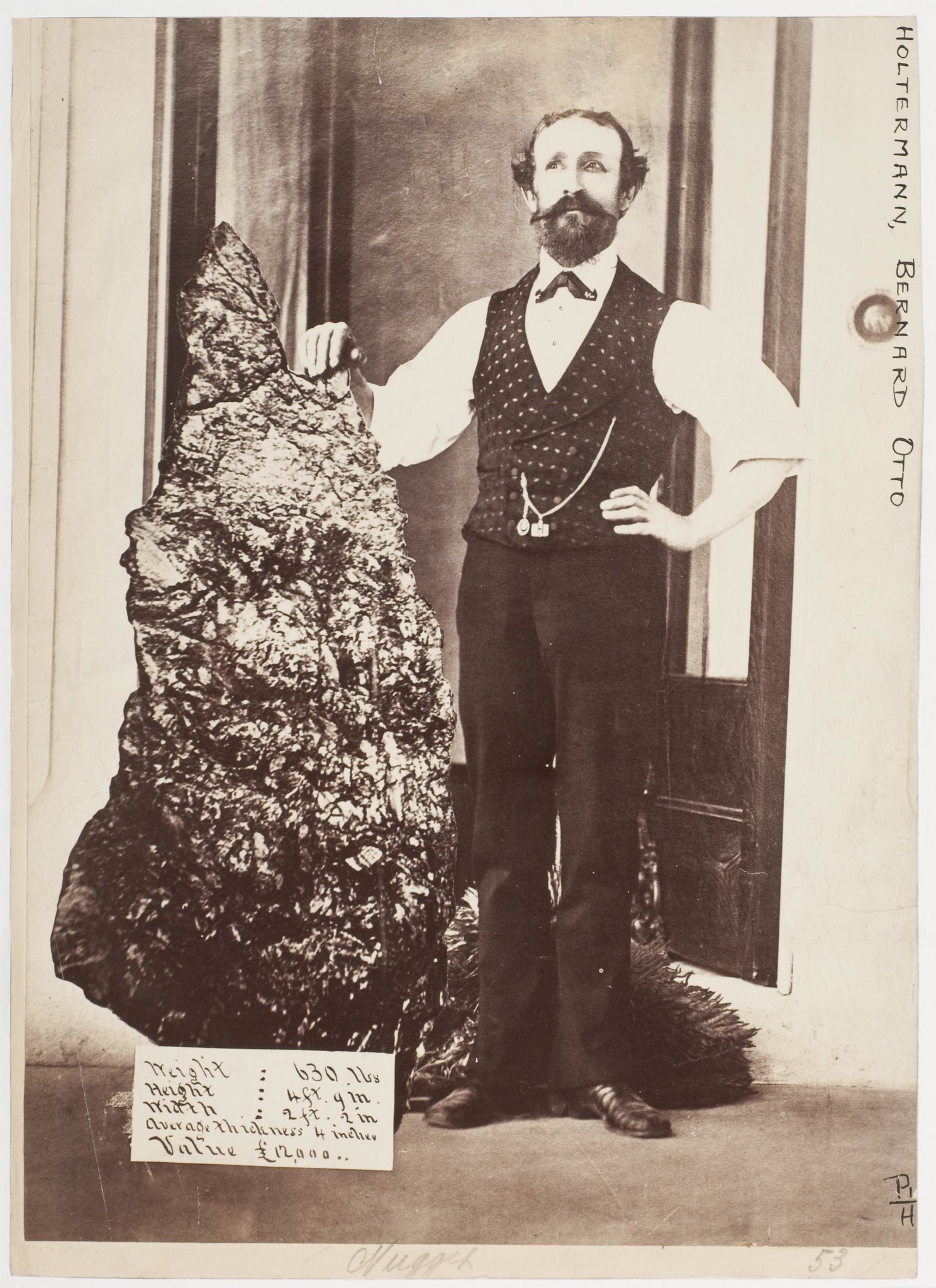
Bernhardt Holtermann con una pepita d'oro da 286 kg scoperta nella Star of Hope Mine nel 1872, a Hill End, durante la corsa all'oro

Il Nuovo Galles del Sud (in inglese New South Wales, in sigla NSW), è uno Stato dell'Australia con capitale Sydney. È situato nella parte sud-orientale del Paese, confina a sud con il Victoria, a nord con il Queensland, a ovest con l'Australia Meridionale e a est è bagnato dall'oceano Pacifico (Mar dei Coralli e Mar di Tasman). Include anche l'isola di Lord Howe, nel Pacifico meridionale. All'interno del territorio sono presenti due enclavi: il Territorio della Capitale Australiana e il Territorio della Baia di Jervis.
La Colonia del Nuovo Galles del Sud fu fondata come colonia penale britannica nel 1788; comprendeva in origine più di metà della terraferma australiana e nel 1825 aveva come confine occidentale il 129º meridiano est. La colonia comprendeva anche i territori insulari della Nuova Zelanda, della Terra di Van Diemen, dell'Isola di Lord Howe e dell'Isola Norfolk. Durante il XIX secolo, parte del territorio della colonia fu staccato per costituire colonie britanniche separate, che alla fine divennero la Nuova Zelanda e diversi stati e territori dell'Australia. La Colonia di Swan River non fu mai amministrata come parte del Nuovo Galles del Sud.

## Storia
I primi abitanti dell'area furono delle tribù aborigene che si stima siano giunte nella zona tra i quaranta e i sessantamila anni fa.
La zona fu esplorata nel 1770 dal capitano inglese James Cook, che diede all'area il nome attuale.

### Primi insediamenti
Il primo insediamento britannico fu effettuato da quello che nella storia australiana è denominata "the first fleet" (la prima flotta). Capitanata da Arthur Phillip, era composta da 11 imbarcazioni che con circa 1400 passeggeri partì da Portsmouth il 13 maggio 1787. Giunse a Botany Bay il 19 gennaio 1788, ma si ritenne il luogo inadeguato e il 26 gennaio dello stesso anno la flotta arrivò a Port Jackson e questa data viene tuttora celebrata come l'Australia Day.
Arthur Phillip assunse il ruolo di Governatore dal 1788 al 1792. Durante questo periodo il Nuovo Galles del Sud era esclusivamente una colonia penale. Dopo anni di caos, anarchia e la rivolta che destituì il governatore William Bligh, nel 1809 fu inviato dalla Gran Bretagna un nuovo governatore, il tenente colonnello Lachlan Macquarie. Il nuovo amministratore commissionò la costruzione di strade, moli, chiese ed edifici pubblici, organizzando inoltre spedizioni esplorative.

### XIX secolo
Lo Stato, fondato nel 1788 in origine comprendeva tutta la parte orientale del continente australiano. Durante il XIX secolo grandi aree furono separate per formare le colonie britanniche della Tasmania (1825), Australia Meridionale (1836), Victoria (1855) e Queensland (1859). Nel 1901 queste colonie con l'Australia Occidentale si confederarono per formare il "Commonwealth of Australia".

### XX secolo
Il secondo dopoguerra fu caratterizzato da una massiccia immigrazione da vari paesi del bacino mediterraneo, in particolar modo da Italia, Grecia, Malta, e dai paesi dell'Est Europa (molti dei quali ebrei) e successivamente da Libano e Vietnam. Durante questi anni Sydney si è trasformata in una città di livello mondiale e importante centro artistico e culturale. Il resto dello Stato ha, invece, iniziato un graduale declino economico e demografico anche a causa della perdita di competitività nel settore dell'estrazione di minerali e dell'industria nautica. Una delle conseguenze a cui portò tale situazione fu, negli anni 60, la creazione di un movimento secessionista nel New England (una regione situata nella parte settentrionale) per la creazione di un nuovo Stato all'interno della confederazione australiana. Tale mira indipendentistica cessò con un referendum nel quale vinsero i no con il 54% dei voti.
Sin dagli anni 70 il Nuovo Galles del Sud ha avuto una rapida crescita economica e sociale. Le vecchie industrie di acciaio e navale sono quasi del tutto scomparsi e sebbene l'agricoltura sia rimasta un settore dell'economia molto importante non è più l'attività preponderante. Il settore terziario con l'information technology, l'istruzione, i servizi finanziari e l'arte hanno preso il loro posto. Importanza sempre maggiore ricopre anche l'esportazione di carbone verso la Cina. Ma una delle attività più importanti è il turismo.

## Geografia fisica

### Morfologia
Il territorio del Nuovo Galles del sud si può dividere geograficamente in quattro aree:
La striscia costiera, con temperature che vanno dalla regione temperata del sud a quella subtropicale del nord al confine col Queensland. Quest'area comprende la zona a sud di Sydney, Illawarra, Shoalhaven, Newcastle, la Central Coast e la North Coast.
L'area montagnosa della Great Dividing Range. Molte montagne superano i 1.000 metri di altezza e il picco più alto è il Monte Kosciuszko con 2.229 metri. Quest'area comprende il territorio montuoso del sud, gli altipiani centrali e la regione del New England.
Le pianure agricole che occupano una significante porzione dell'area dello Stato, è una zona molto meno densamente popolata rispetto alla costa. Include le zone di Riverina e Wagga Wagga.
Le pianure aride nella parte dell'estremo nord ovest nel quale sono presenti rari e piccoli insediamenti umani.
La più alta temperatura massima registrata è stata 50,0 °C, a Wilcannia, 11 gennaio 1939. La più bassa temperatura minima registrata è stata di -23,0 °C a Charlotte Pass, 29 giugno 1994 (la più bassa temperatura registrata in tutta l'Australia).

#### Montagne
- Monte Kosciuszko 2.229 m
- Monte Tate 2.068 m
- The Round 1.615 m
- Barrington Tops 1.555 m
- Baimba 1.524 m
- The Black Sugarloaf 1.494 m
- Monti Blu
- Browns Mountain (montagna sottomarina)

#### Isole
- Ball's Pyramid
- Lord Howe
- Middleton Reef

### Idrografia

#### Fiumi
- Barwon
- Bokhara
- Clarence
- Gwydir
- Hunter
- Lachian
- Macintyre
- Macleay
- Macquaire
- Murray
- Murrumbidgee
- Namoi
- Paroo
- Snowy
- Warrego
- Willandra Billabong

#### Laghi
- Menindee
- Victoria

## Ordinamenti dello stato

### Città
Le tre città principali sono tutte situate lungo la costa:
- Sydney: La capitale dello Stato del Nuovo Galles del Sud e la più popolosa città di tutta l'Australia
- Newcastle a Nord di Sydney, è la seconda città più popolosa e capitale industriale della regione Hunter Valley
- Wollongong, centro industriale della regione di Illawarra a sud di Sydney

Altri centri di particolare importanza sono:
- Albury, situata vicino al confine con lo Stato del Victoria;
- Broken Hill, il più grande insediamento della zona interna occidentale dello Stato;
- Dubbo
- Orange
- Bowral
- Bathurst, dove si svolge l'annuale gara automobilistica Barthurst 1000
- Port Macquarie
- Tamworth, dove si svolge l'annuale country music festival
- Armidale
- Inverell
- Lismore
- Nowra
- Gosford
- Griffith
- Queanbeyan
- Leeton
- Wagga Wagga
- Goulburn
- Coffs Harbour, famosa destinazione turistica
- Byron Bay, ottima meta per il surf
- Lightning Ridge, città del nord-ovest prossima al confine con il Queensland ed importante centro minerario per l'estrazione dell'opale
- Young

## Poitica
Il potere esecutivo è idealmente attribuito al governatore, che rappresenta lo Stato e viene nominato dal sovrano britannico su consiglio del capo del governo, ossia il premier. Questi, nominato dal governatore, deve avere il sostegno dell'Assemblea legislativa. 
Gli altri ministri, che costituiscono il cosiddetto Consiglio Direttivo, sono nominati dal governatore tra i membri dell'Assemblea legislativa su raccomandazione del premier. 
Il Parlamento del Nuovo Galles del Sud è bicamerale, comprendendo oltre all’Assemblea legislativa anche il cosiddetto Consiglio legislativo del Nuovo Galles del Sud. 

## Cultura

### Istruzione
Università:
- University of Sydney
- University of New South Wales
- University of New England
- University of Newcastle
- Macquarie University
- University of Technology (UTS)

### Ambiente

#### Parchi Nazionali
- Parco Nazionale di Barrington Tops
- Parco Nazionale di Culgoa

## Sport
I maggiori club sportivi del Nuovo Galles del Sud nelle maggiori leghe sportive australiane sono:
- AFL (Football australiano):
  - Sydney Swans
- Super 14 (Rugby Union):
  - New South Wales Waratahs
- ARC (Rugby Union):
  - Sydney Fleet
  - Western Sydney Rams
- ACL (Cricket):
  - New South Wakes Blues
- AHL (Hockey su prato):
  - New South Wales Waratahs
- A-League (Calcio):
  - Central Coast Mariners
  - Newcastle United Jets
  - Sydney Bling
  - Sydney FC
- ABL (Baseball):
  - New South Wales Patriots
- NBL (Pallacanestro):
  - Sydney Kings
  - West Sydney Razorbacks
  - Wollogong Hawks
- NRL (Rugby League)
  - 9 squadre hanno base a Sydney, tra cui Roosters e Rabbithos

## Amministrazione
Il premier attualmente in carica è Chris Minns.

### Gemellaggi
Lo Stato Federato Australiano è gemellato con la capitale giapponese Tokyo.